# Semaeopus albidiscata
Semaeopus albidiscata là một loài bướm đêm trong họ Geometridae.